# Arrière (handball)
Pour les articles homonymes, voir Arrière.
Au handball, un arrière est un joueur généralement situé à 1/4 du terrain en partant de la ligne de touche.

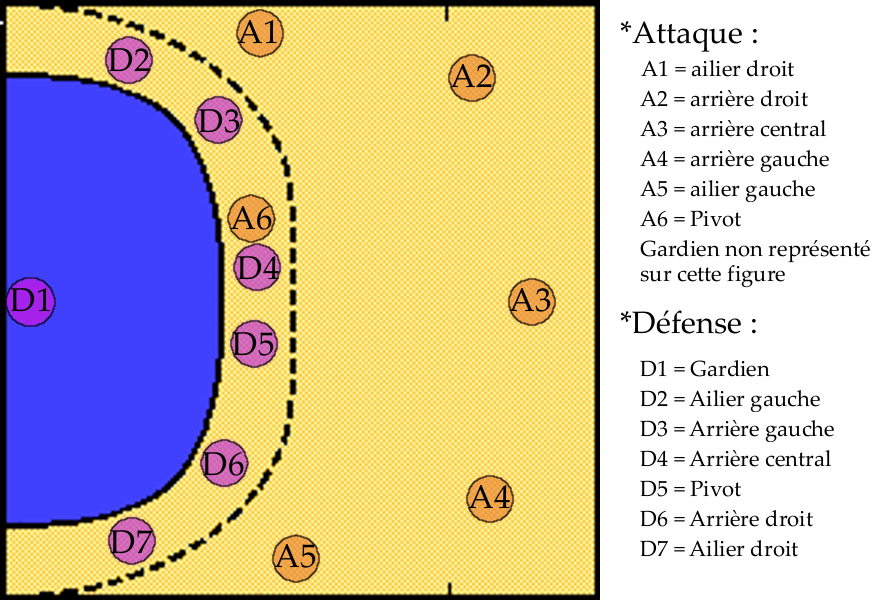
Sur ce schéma dit de « défense 6-0 », les arrières occupent les postes A2 et A4 en attaque et D3 et D6 en défense.

Ce poste généralement occupé par un droitier pour un arrière gauche et par un gaucher pour un arrière droit, son rôle est de faire office de rampe de lancement des attaques de son équipe et ont souvent le rôle de buteur. En position d'attente de la balle, il se tient en général à plus de 15 mètres du but adverse. Il reçoit le ballon généralement lancé et plusieurs solutions peuvent se présenter à lui :
- il peut transmettre la balle au côté opposé d'où elle arrive (au demi-centre si elle vient de l'ailier, ou à l'ailier si elle vient du demi-centre)
- il peut sauter et effectuer un tir en extension pour marquer un but. Cette alternative se présente plus souvent pour des arrières de taille importante qui peuvent tirer par-dessus la défense.
- il peut rentrer dans la défense pour tenter de la désorganiser afin de soit de tirer à faible distance s'il arrive à prendre l'intervalle, soit faire une passe au pivot ou à tout autre joueur qui aurait réussit à se démarquer.

Il est fréquent que les arrières changent de poste en cours d'attaque avec le demi-centre (handball) en réalisant un « croisé ».

## Arrières célèbres (hommes)

### Arrières gauches

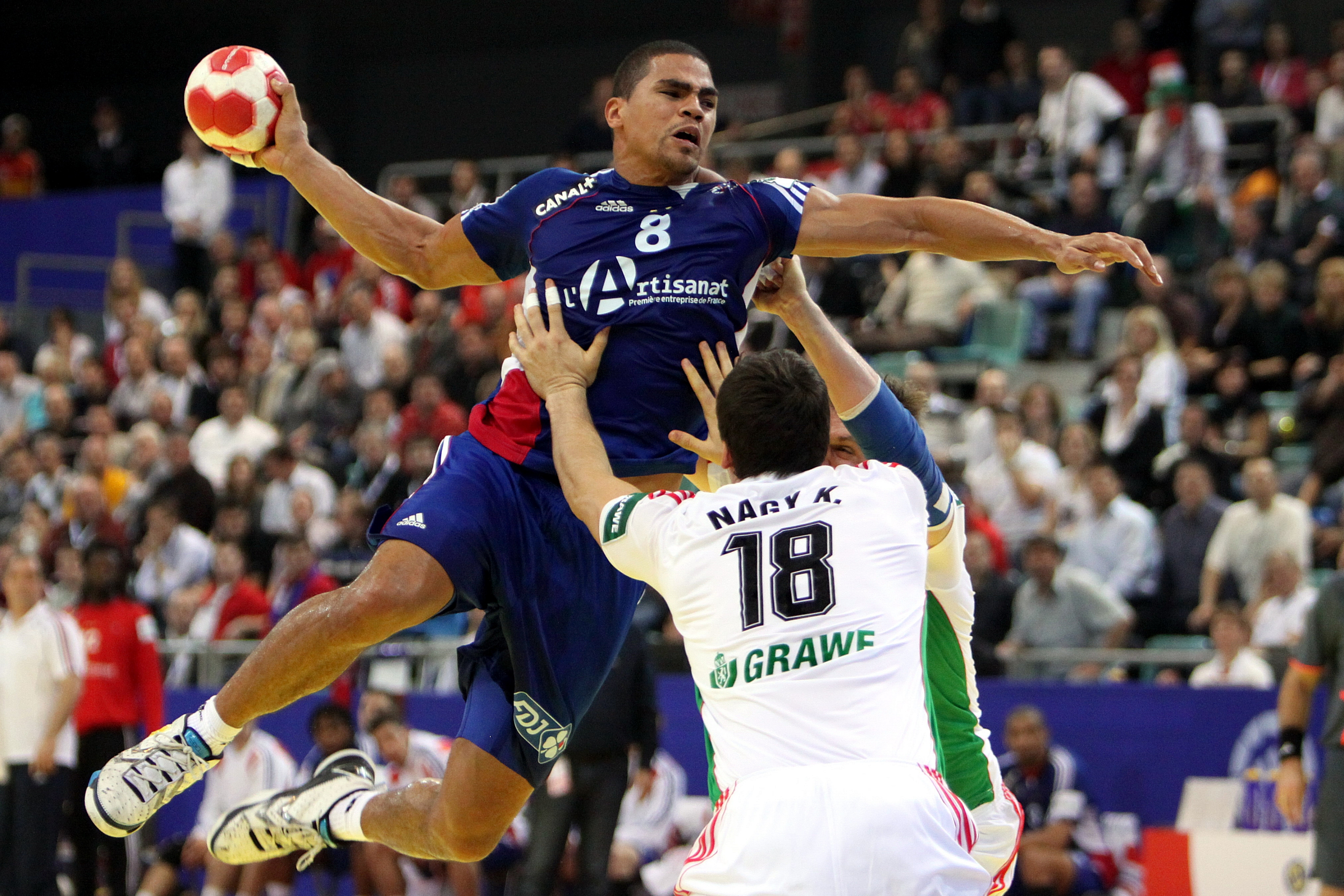
Daniel Narcisse en extension face à un défenseur.

- Jérôme Fernandez, meilleur buteur de l'histoire de l'équipe de France, quadruple champion du monde, triple champion d'Europe et double champion olympique.
- Mikkel Hansen, élu meilleur handballeur de l'année en 2011, 2015 et 2018, élu meilleur joueur des championnats du monde 2013 et 2019
- Filip Jícha, élu meilleur handballeur de l'année en 2010, élu meilleur joueur et meilleur arrière gauche du Championnat d'Europe 2010, élu meilleur arrière gauche des 20 ans de la Ligue des champions
- Kang Jae-won, élu meilleur handballeur de l'année en 1989
- Bernhard Kempa, surnommé Monsieur Handball, double champion du monde, inventeur du kung fu
- Stefan Lövgren, élu meilleur joueur des championnats du monde 1999 et 2001, meilleur buteur et élu meilleur arrière gauche des Jeux olympiques de 2000
- Daniel Narcisse, élu meilleur handballeur de l'année en 2012
- / Carlos Pérez, meilleur buteur et élu meilleur arrière gauche du Championnat du monde 2003 et élu meilleur arrière gauche des Jeux olympiques 2004
- Frédéric Volle, élu meilleur arrière gauche des Jeux olympiques de 1996, élu meilleur arrière gauche français de tous les temps
- Veselin Vujović, premier joueur à être élu meilleur handballeur de l'année (en 1988)

### Arrières droits

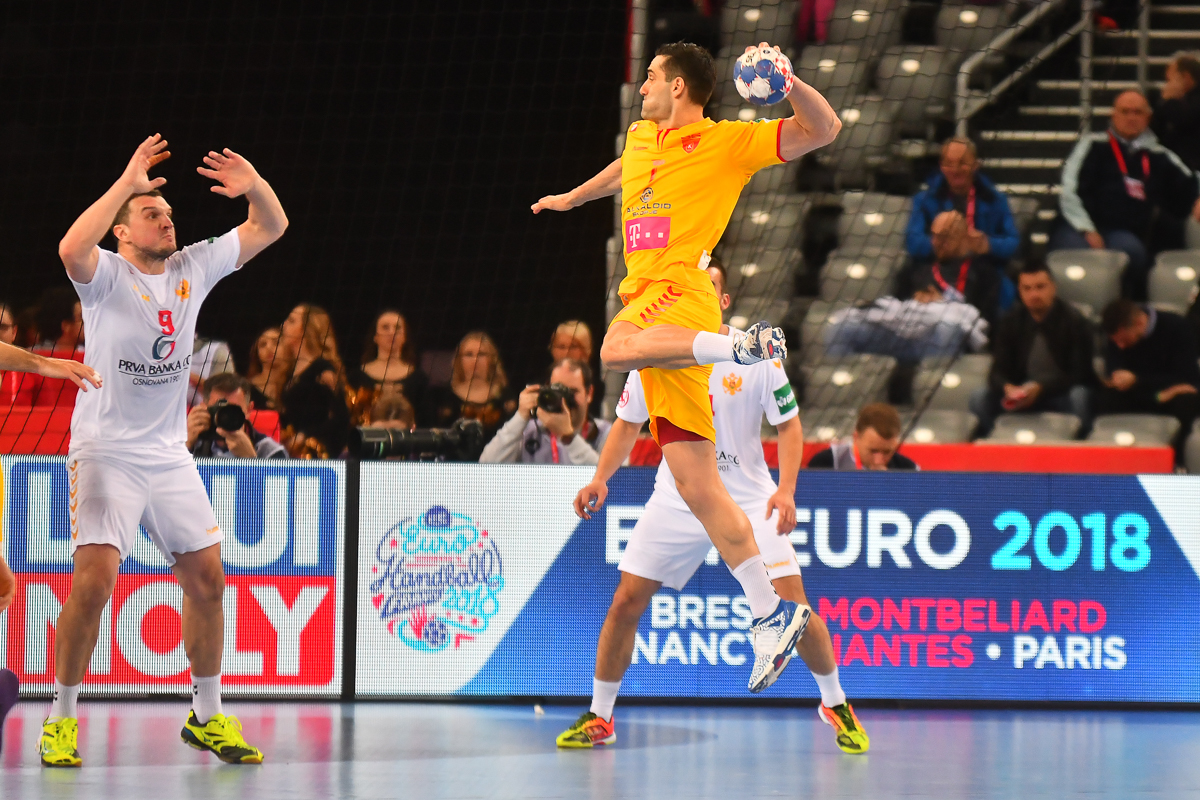
Kiril Lazarov en extension face à un défenseur.

- Gheorghe Gruia, double champion du monde, nommé meilleur joueur de tous les temps par la Fédération internationale de handball en 1992
- Patrick Cazal, élu meilleur arrière droit du Championnat d'Europe 2000 et du Championnat du monde 2003
- Mathias Gidsel, élu meilleur handballeur mondial de l'année en 2023, élu meilleur joueur des Jeux olympiques en 2021 et 2024 et des Championnats du monde en 2023 et 2025, meilleur buteur du championnat du monde 2023, du championnat d'Europe 2024, des Jeux olympiques 2024 et du championnat du monde 2025
- Jerzy Klempel, meilleur buteur de l'histoire de l'équipe nationale de Pologne avec 1170 buts, meilleur buteur du Championnat du monde 1978 et des Jeux olympiques de 1980
- Kiril Lazarov, meilleur buteur des championnats du monde avec 92 buts marqués en 2009 et des championnats d'Europe avec 61 buts marqués en 2012
- Petar Metličić, champion du monde en 2003 et champion olympique en 2004
- Ólafur Stefánsson, élu meilleur arrière droit aux Jeux olympiques en 2004 et 2008 et aux Championnats d'Europe en 2002, 2006 et 2010, élu meilleur arrière droit des 20 ans de la Ligue des champions
- Stéphane Stoecklin, élu meilleur handballeur de l'année en 1997, meilleur buteur du Championnat d'Allemagne en 1998, meilleur arrière droit des Jeux olympiques de 1996, meilleur arrière droit français de tous les temps.
- / Alexandre Toutchkine, double champion olympique, meilleur buteur du Championnat du monde 1990, deuxième meilleur handballeur mondial de l'année en 1990
- Yoon Kyung-shin, élu meilleur handballeur de l'année en 2001, meilleur buteur de l'histoire du Championnat d'Allemagne avec 2908 buts en 12 saisons, meilleur buteur du Championnat du monde en 1993, 1995 et 1997

## Arrières célèbres (femmes)

### Arrières gauches

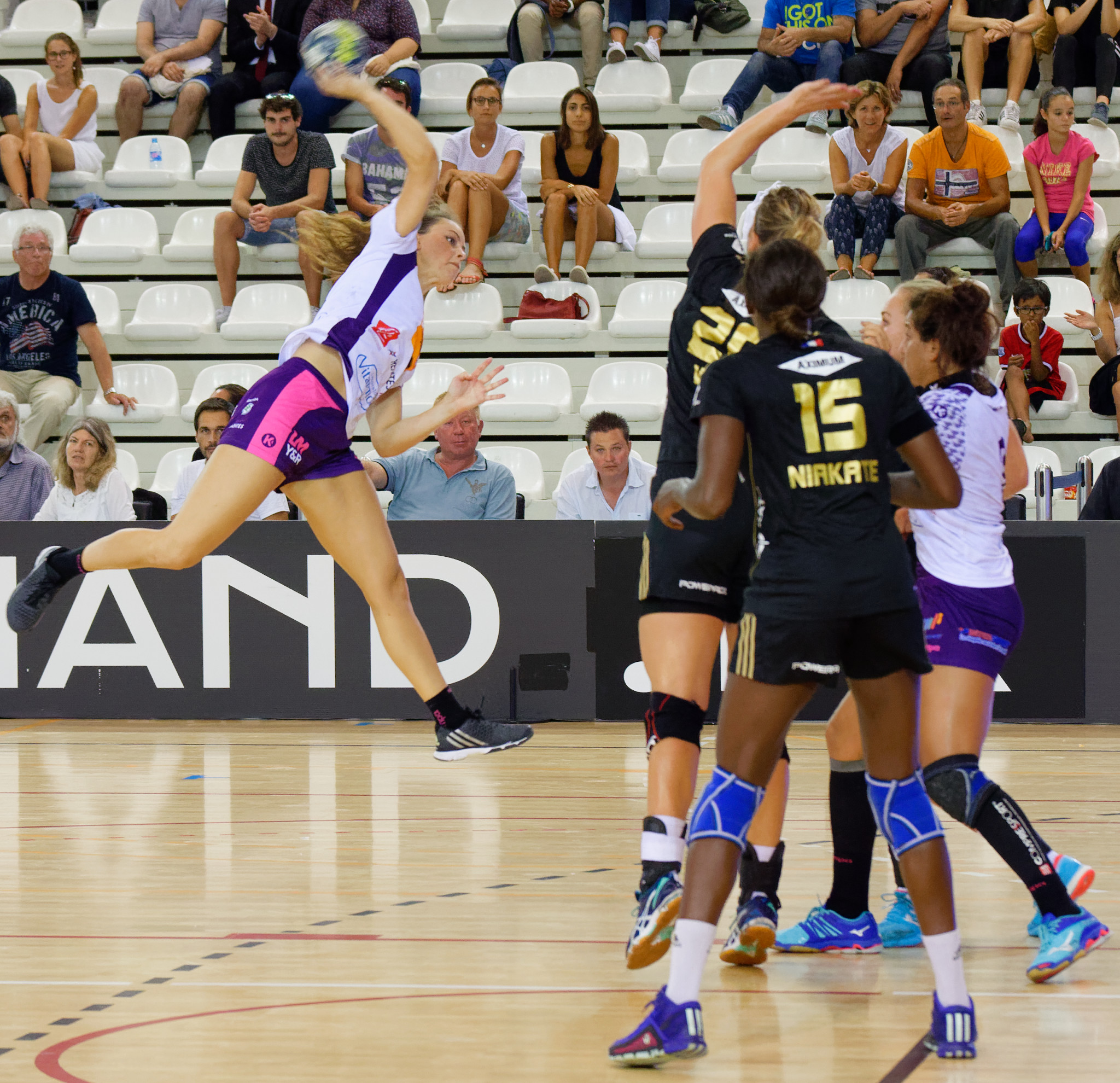
Malin Holta tente de tirer au dessus de la défense.

- Anja Andersen, élue meilleure handballeuse de l'année en meilleure handballeuse de l'année 1997.
- // Ausra Fridrikas, élue meilleure handballeuse de l'année en 1999, meilleure joueuse et meilleure arrière gauche des championnats du monde 1999 et 2001
- / Jasna Merdan-Kolar, élue meilleure handballeuse de l'année en 1990
- / Natalia Morskova, meilleure joueuse et meilleure marqueuse du Championnat du monde de 1986, meilleure marqueuse du tournoi olympique de 1992
- Cristina Neagu, élue 4 fois meilleure handballeuse de l'année en 2010, 2015, 2016 et 2018, élue meilleure arrière gauche des championnats d'Europe 2010 et 2014
- / Bojana Popović, triple meilleure marqueuse de la Ligue des champions, trois fois élue meilleure handballeuse de l'année au Danemark, élue meilleure arrière gauche aux Jeux olympiques de 2012 à Londres
- Lioudmila Postnova, élue meilleure joueuse du championnat du monde 2009 et meilleure arrière gauche aux Jeux olympiques 2008
- / Zinaïda Tourtchina, élue meilleure joueuse du XXe siècle, double championne olympique en 1976 et 1980, double championne du monde en 1982 et 1986, vainqueur de 13 Coupes des clubs champions et 20 championnats d'URSS

### Arrières droites

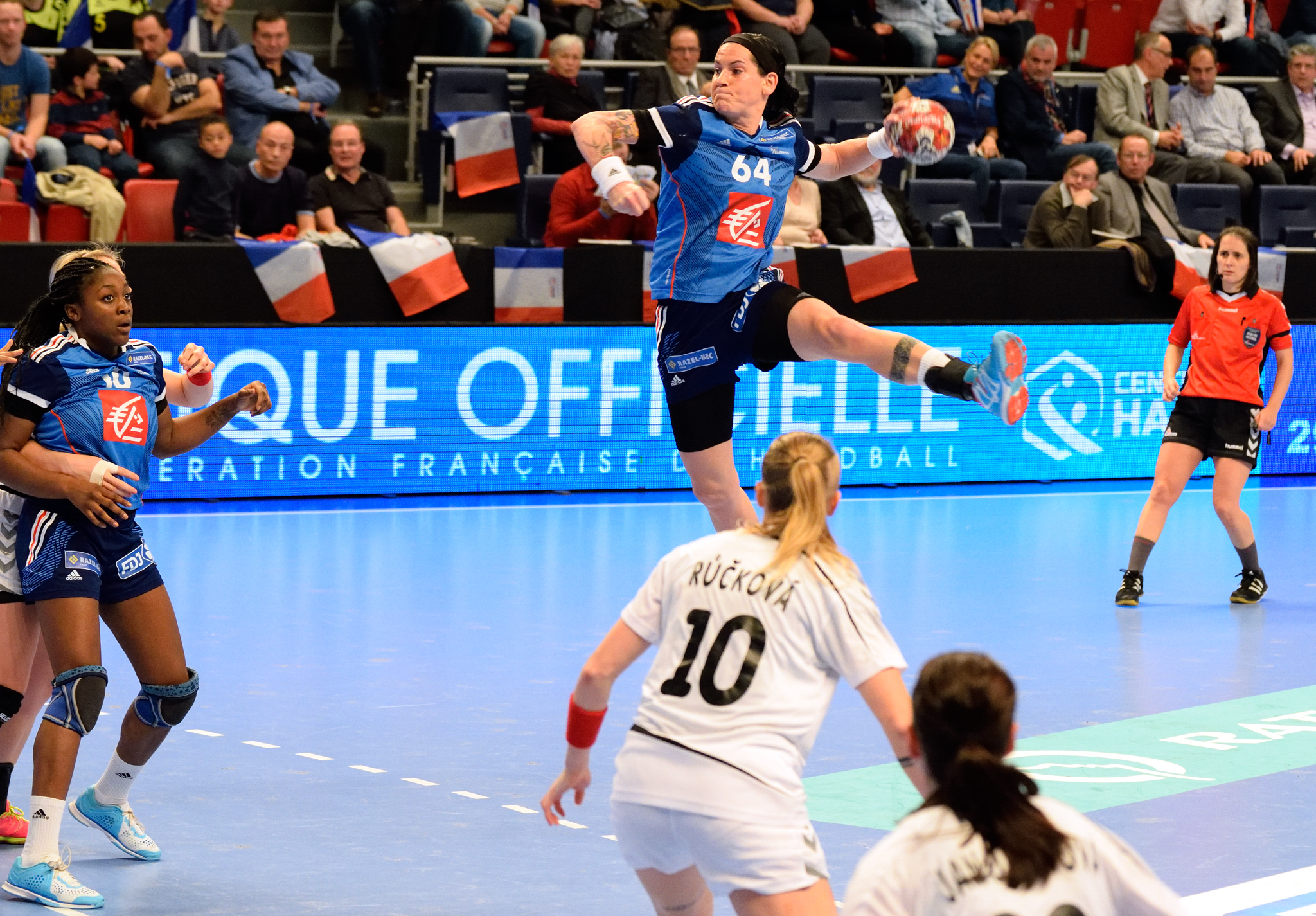
Alexandra Lacrabère au tir à 9 mètres.

- Katarina Bulatović, meilleure marqueuse et élue meilleure arrière droite aux Jeux olympiques de 2012 et au Championnat d'Europe 2012
- Kjersti Grini, élue meilleure arrière droite des Jeux olympiques en 1996 et 2000 et du Championnat d'Europe 1998
- Grit Jurack, élue meilleure arrière droite des championnats d'Europe 2004 et 2008, meilleure marqueuse et élue meilleure arrière droite du Championnat du monde 2007, cinq fois élue meilleure handballeuse de l'année en Allemagne
- Nora Mørk, élue meilleure arrière droite des championnats du monde  en 2015, 2017, et 2021, des championnats d'Europe en 2014 et 2016 et de la Ligue des champions en 2015, 2016 et 2017 ; meilleure marqueuse des Jeux olympiques en 2016 et 2020, du championnat du monde en 2017 et des championnats d'Europe en 2016 et 2020
- Bojana Radulovics, élue meilleure handballeuse de l'année en 2000 et 2003
- Anna Viakhireva, élue meilleure joueuse des Jeux olympiques de 2016 et 2020 et du championnat d'Europe 2018 ; élue meilleure arrière droite du championnat du monde 2019, des Jeux olympiques de 2020 et de la Ligue des champions en 2019 et 2020